# زیگیسفردو مایر
زیگیسفردو مایر (انگلیسی: Sigisfredo Mair; ۱۸ آوریل ۱۹۳۹ – ۱۵ مهٔ ۱۹۷۷) لژسوار اهل ایتالیا بود.
او در توبلاخ به دنیا آمد.  مایر در بازی‌های المپیک زمستانی ۱۹۶۴ در اینسبروک مدال برنز دو نفره مردان را به دست آورد.